# Peperomia timbuchiana
Peperomia timbuchiana är en pepparväxtart som beskrevs av William Trelease. Peperomia timbuchiana ingår i släktet peperomior, och familjen pepparväxter. Inga underarter finns listade i Catalogue of Life.